# Juan Falcón
Juan Manuel Falcón Jiménez (Acarigua, 24 februari 1989) is een Venezolaans voetballer die bij voorkeur als aanvaller speelt. Hij tekende in 2014 bij het Franse FC Metz in de Ligue 1. Voorheen speelde hij enkel in Venezuela.

## Clubcarrière
Falcón speelde in Venezuela voor Portuguesa, Llaneros, Mineros, Trujillanos en Zamora. Met Zamora werd hij tweemaal op rij kampioen. Hij werd ook topschutter van de Venezolaanse competitie met 19 doelpunten. In 2014 tekende de spits een driejarig contract bij de Franse promovendus FC Metz. Hij debuteerde in de Ligue 1 op 9 augustus 2014 in het uitduel tegen Lille OSC. Op 31 augustus 2014 scoorde Falcón het winnende doelpunt in de thuiswedstrijd tegen Olympique Lyon. Metz degradeerde dat seizoen wel uit de Ligue 1.

## Interlandcarrière
Hij debuteerde op 23 maart 2008 voor het Venezolaans nationaal elftal in een vriendschappelijke interland tegen El Salvador.